# Československá hokejová liga 1966/1967
24. ročník československé hokejové ligy 1966/67 se hrál pod názvem I. liga.

## Herní systém
10 účastníků hrálo v jedné skupině čtyřkolově systémem každý s každým. Poslední tým sestoupil.

## Kompletní pořadí
| Poř. | Tým                     | Zápasy | Výhry | Remízy | Porážky | Skóre   | Body |
| ---- | ----------------------- | ------ | ----- | ------ | ------- | ------- | ---- |
| 1.   | Dukla Jihlava           | 36     | 23    | 6      | 7       | 173:81  | 52   |
| 2.   | Sparta ČKD Praha        | 36     | 22    | 5      | 9       | 163:121 | 49   |
| 3.   | ZKL Brno                | 36     | 20    | 5      | 11      | 139:100 | 45   |
| 4.   | Slovan CHZJD Bratislava | 36     | 21    | 2      | 13      | 180:123 | 44   |
| 5.   | Tesla Pardubice         | 36     | 18    | 4      | 14      | 142:134 | 40   |
| 6.   | Dukla Košice            | 36     | 16    | 4      | 16      | 120:131 | 36   |
| 7.   | SONP Kladno             | 36     | 10    | 6      | 20      | 126:160 | 26   |
| 8.   | TJ Gottwaldov           | 36     | 12    | 2      | 22      | 111:150 | 26   |
| 9.   | CHZ Litvínov            | 36     | 10    | 2      | 24      | 103:198 | 22   |
| 10.  | VŽKG Ostrava            | 36     | 8     | 4      | 24      | 108:167 | 20   |

## Nejlepší střelci
- Václav Nedomanský (Slovan Bratislava) - 40 gólů[1]
- Jan Klapáč (Dukla Jihlava) - 37 gólů
- Josef Vimmer (SONP Kladno) - 33 gólů
- Jiří Dolana (Tesla Pardubice) - 28 gólů
- Jan Havel (Sparta ČKD Praha) - 28 gólů
- Stanislav Prýl (Tesla Pardubice) - 26 gólů
- Jaroslav Holík (Dukla Jihlava) - 25 gólů
- Petr Bavor (TJ Gottwaldov) - 23 gólů
- Miroslav Vlach (VŽKG Ostrava) - 23 gólů
- Jiří Holík (Dukla Jihlava) - 21 gólů

## Soupisky mužstev

### ZKL Brno
Vladimír Nadrchal (35/2,69/90,2),
Jaromír Přecechtěl (2/3,00/81,3) –
Břetislav Kocourek (31/4/3/-),
František Mašlaň (21/1/0/-),
Jaromír Meixner (35/6/17/-),
Ladislav Olejník (31/3/4/-),
Rudolf Potsch (29/8/9/-) –
Josef Barta (36/9/5/-),
Josef Černý (36/22/10/-),
Bronislav Danda (14/1/1/-),
Richard Farda (36/17/11/-),
Jaroslav Jiřík (34/16/8/-),
Zdeněk Kepák (33/9/5/-),
Rudolf Scheuer (36/11/6/-),
Karel Skopal (28/6/3/-),
František Ševčík (36/16/7/-),
František Vaněk (22/8/5/-),
Ivo Winkler (21/3/2/-) –
trenéři Slavomír Bartoň (1.–8. kolo), Jaroslav Jiřík (9. kolo), Bronislav Danda (10. kolo), Rudolf Potsch (11. kolo), František Vaněk (od 8. 11. 1966), Josef Stock (od 1. 12. 1966) a František Mašlaň (od ledna 1967)
Od 9. do 11. kola bylo vedením mužstva pověřeno kolegium starších hráčů ve složení František Vaněk, Zdeněk Kepák, Ladislav Olejník a Bronislav Danda.

### TJ Gottwaldov
Horst Valášek (29/4,07/88,7/-),
František Vyoral (13/4,41/87,8/-) -
Jiří Hedbávný (8/1/0/2),
Bohumil Kožela (25/0/0/2),
Zdeněk Landa (30/1/0/0),
Peter Pokorný (15/1/0/0),
Zdeněk Poláček (30/1/0/0),
Kamil Svojše (27/5/1/4),
Jaroslav Šíma (30/6/1/10),
Antonín Tomaník (23/1/1/4) -
Jiří Baumruk (26/4/0/2),
Petr Bavor (36/23/9/2),
Pavel Foret (1/0/0/0),
Karel Heim (34/15/14/4),
Petr Kašťák (32/12/1/0),
Miloš Klíma (20/5/0/0),
Lubomír Koutný (31/3/1/6),
Josef Kožela (30/12/1/30),
Ladislav Maršík (36/9/1/4),
Jiří Poláček (34/9/11/0),
Karel Trtílek (24/3/0/0),
Jiří Vodák (1/0/0/0)

### CHZ Litvínov
Antonín Kočí (15/4,60/-/-),
Vladimír Šrámek (4/3,25/-/-)
Jiří Trup (25/4,64/-/-) -
Miroslav Beránek (36/6/7/-),
František Dům (18/1/-/-),
Jaroslav Egermajer (19/3/-/-),
Vladimír Kýhos (31/2/-/-),
Tibor Mekyňa (12/2/-/-),
Jaroslav Piskač (35/3/-/-) -
Josef Beránek (35/10/-/-),
Zdeněk Heřmánek (10/1/-/-),
Ivan Hlinka (14/0/4/-),
Jaromír Hudec (32/8/-/-),
Ivan Kalina (25/4/-/-),
Oldřich Kašťák (8/4/0/-),
Vladimír Machulda (12/4/-/-),
Jaroslav Mareš (7/1/-/-),
Stanislav Mužík (4/2/-/-),
Jaroslav Nedvěd (36/14/-/-),
Jaroslav Pokorný (27/1/-/-),
Milan Rauer (24/2/-/-),
Karel Ruml (14/4/-/-),
Ladislav Štěrba (24/7/-/-),
Zdeněk Zíma (29/11/-/-)

## Kvalifikace o 1. ligu
| Poř. | Tým                        | Zápasy | Výhry | Remízy | Porážky | Skóre | Body |
| ---- | -------------------------- | ------ | ----- | ------ | ------- | ----- | ---- |
| 1.   | VTŽ Chomutov               | 6      | 6     | 0      | 0       | 34:16 | 12   |
| 2.   | Slezan OSP Opava           | 6      | 3     | 0      | 3       | 30:22 | 6    |
| 3.   | Spartak ZVÚ Hradec Králové | 6      | 2     | 0      | 4       | 20:29 | 4    |
| 4.   | Dukla Nitra                | 6      | 1     | 0      | 5       | 16:33 | 2    |

## Rozhodčí

### Hlavní
- všichni  Michal Bucala • Otto Czerný • Milan Vavrík • Viktor Hollý • Ján Liška
- všichni  Jiří Adam • Quido Adamec • Oldřich Bartík • Oldřich Bartošek • Rudolf Baťa • Richard Hajný • Vladislav Karas • Josef Kropáček • Dušan Navrátil • Jan Pažout • Aleš Pražák • Rudolf Prejza • František Planka • Miloš Pláteník •  Vojtěch Pochop • Zdeněk Rohs • Karel Svoboda • Jan Špalek • Jaroslav Vojpich